# Ditassa tomentosa
Ditassa tomentosa är en oleanderväxtart som först beskrevs av Joseph Decaisne, och fick sitt nu gällande namn av J. Fontella Pereira. Ditassa tomentosa ingår i släktet Ditassa och familjen oleanderväxter. Inga underarter finns listade i Catalogue of Life.